# Mami Yamase
Mami Yamase (山瀬まみ, Yamase Mami, née le 2 octobre 1969) est une animatrice de télévision japonaise, également actrice et chanteuse dans les années 1980. 

## Biographie
Elle débute en 1985 tant qu'idole japonaise, sortant une quinzaine de disques jusqu'en 1993, et tournant également dans quelques drama. En 1986, elle double le personnage de la princesse Peach dans le film anime de Super Mario, Super Mario Bros. : Peach-Hime Kyushutsu Dai Sakusen!, dont elle interprète les deux chansons de générique (Crystal Ball et Adieu my love) ; en 1987, elle double la voix japonaise de l'héroïne du film d'animation distribué par Walt Disney Pictures Le Petit Grille-pain courageux. Deux de ses chansons servent cette année-là de générique à la série anime Metal Armor Dragonar (en) (Kiko Senki Dragonar) ; en 1988, quatre autres de ses chansons servent de génériques à l'anime Michael ?! (What's Michael?). Depuis les années 1990, elle se consacre à l'art culinaire, sortant plusieurs livres sur le sujet et animant plusieurs émissions télé de cuisine.

## Discographie

### Singles
- 1986.03.21 : Melon no Tameiki
- 1986.06.21 : Cecelia B no Kataomoi
- 1986.09.24 : Heartbreak Cafe
- 1987.01.01 : Strange Pink
- 1987.04.05 : Kaiketsu Bunbun Girl
- 1987.07.21 : Kawaii Hito yo
- 1987.09.05 : Starlight Serenade / Shiny Boy (Génériques de l'anime Kiko Senki Dragonar / Metal Armor Dragonar)
- 1988.07.21 : Hoshizora no Etranger / Michael Ondo (Génériques de l'anime Michael ?! / What's Michael?)
- 1988.10.21 : Sayonara no Koneko / Shitsuren Boogie (Génériques de l'anime Michael ?! / What's Michael?)
- 1989.11.21 : Go!
- 1993.10.21 : Ah Fushigina Kimochi

Autres chansons notables
- 1986.07.20 : Crystal Ball (Générique du film Super Mario Bros. : Peach-Hime Kyushutsu Dai Sakusen!)
- 1986.07.20 : Adieu my love (Générique du film Super Mario Bros. : Peach-Hime Kyushutsu Dai Sakusen!)

### Albums
Albums studio'
- 1986.07.21 : Ribbon
- 1986.12.05 : Rise (mini-album)
- 1989.11.21 : Oyayubihime
- 1990.12.31 : Oyayubihime futatabi...
- 1993.11.21 : Might Baby

Compilations
- 1987.12.05 : Private Edition
- 1999.11.26 : Mami Yamase Collection
- 2011.04.20 : Mami Yamase 25th Anniversary Best Album

### Vidéos
- CANDY
- 1990 : Oyayubihime - Live at Terada Soko F Go
- 1991 : Live tour at Power Station

## Filmographie
- 1990 : Shiroi te (白い手?) de Seijirō Kōyama : la professeure